# Chloé Dygert
Chloé Dygert (Brownsburg, 1º gennaio 1997) è una ciclista su strada e pistard statunitense che corre per il team CANYON//SRAM zondacrypto 
. In carriera ha vinto tre medaglie olimpiche nell'inseguimento a squadre (l'argento a Rio de Janeiro 2016, il bronzo a Tokyo 2020 e l'oro a Parigi 2024), oltre ad un bronzo nella cronometro sempre nella rassegna parigina. In più si è aggiudicata otto titoli mondiali su pista, quattro nell'inseguimento individuale e quattro nell'inseguimento a squadre, e due titoli mondiali su strada a cronometro, nel 2019 e nel 2023.

## Palmarès

### Pista
- 2016

Campionati del mondo, Inseguimento a squadre (con Kelly Catlin, Sarah Hammer e Jennifer Valente)
- 2017

4ª prova Coppa del mondo 2016-2017, Inseguimento a squadre (Los Angeles, con Kelly Catlin, Kimberly Geist e Jennifer Valente)
4ª prova Coppa del mondo 2016-2017, Inseguimento individuale (Los Angeles)
Campionati del mondo, Inseguimento a squadre (con Kelly Catlin, Kimberly Geist e Jennifer Valente)
Campionati del mondo, Inseguimento individuale
- 2018

5ª prova Coppa del mondo 2017-2018, Inseguimento a squadre (Minsk, con Kelly Catlin, Kimberly Geist e Jennifer Valente)
Campionati del mondo, Inseguimento a squadre (con Kelly Catlin, Kimberly Geist e Jennifer Valente)
Campionati del mondo, Inseguimento individuale
- 2019

Giochi panamericani, Inseguimento a squadre (con Christina Birch, Kimberly Geist e Lily Williams)
1ª prova Coppa del mondo 2019-2020, Inseguimento a squadre (Minsk, con Christina Birch, Jennifer Valente ed Emma White)
- 2020

6ª prova Coppa del mondo 2019-2020, Inseguimento a squadre (Milton, con Jennifer Valente, Emma White e Lily Williams)
Campionati del mondo, Inseguimento a squadre (con Jennifer Valente, Emma White e Lily Williams)
Campionati del mondo, Inseguimento individuale
- 2023

Campionati del mondo, Inseguimento individuale
- 2024

Giochi olimpici, Inseguimento a squadre (con Jennifer Valente, Lily Williams e Kristen Faulkner)

### Strada
- 2015 (Juniores)

Campionati statunitensi, Prova a cronometro Junior
Campionati statunitensi, Prova in linea Junior
Campionati del mondo, Prova a cronometro Junior
Campionati del mondo, Prova in linea Junior
- 2017 (Sho-Air-Twenty20, una vittoria)

Campionati panamericani, Prova a cronometro (con la Nazionale statunitense)
- 2018 (Twenty20 presented by Sho-Air, tre vittorie)

4ª tappa Joe Martin Stage Race (Fayetteville > Fayetteville)
2ª tappa Tour of the Gila (Fort Bayard > Fort Bayard)
3ª tappa Tour of the Gila (Tyrone > Tyrone, cronometro)
- 2019 (Sho-Air-Twenty20, tredici vittorie)

1ª tappa Joe Martin Stage Race (Fayetteville > Fayetteville/Mount Sequoyah)
4ª tappa Joe Martin Stage Race (Fayetteville > Fayetteville)
Classifica generale Joe Martin Stage Race
3ª tappa Tour of the Gila (Tyrone > Tyrone, cronometro)
4ª tappa Tour of the Gila (Silver City > Silver City)
Chrono Kristin Armstrong (cronometro)
Giochi panamericani, Prova a cronometro (con la Nazionale statunitense)
1ª tappa Colorado Classic (Steamboat Springs > Steamboat Springs)
2ª tappa Colorado Classic (Avon > Avon)
3ª tappa Colorado Classic (Golden > Golden)
4ª tappa Colorado Classic (Denver > Denver)
Classifica generale Colorado Classic
Campionati del mondo, Prova a cronometro
- 2021 (Canyon-SRAM Racing, una vittoria)

Campionati statunitensi, Prova a cronometro
- 2023 (Canyon-SRAM Racing, quattro vittorie)

2ª tappa RideLondon Classique (Maldon > Maldon)
Campionati statunitensi, Prova a cronometro
Campionati statunitensi, Prova in linea
Campionati del mondo, Prova a cronometro
- 2025 (CANYON//SRAM zondacrypto, una vittoria)

3ª tappa Tour Down Under femminile (Stirling > Stirling)

#### Altri successi
- 2016 (Twenty16-Ridebiker)

2ª tappa Tour of California (Folsom > Folsom, cronosquadre)
Classifica giovani Tour of California
- 2018 (Twenty20 presented by Sho-Air)

Classifica giovani Joe Martin Stage Race
- 2019 (Sho-Air-Twenty20)

Classifica a punti Joe Martin Stage Race
Classifica scalatrici Joe Martin Stage Race
Classifica giovani Joe Martin Stage Race
Classifica giovani Tour of the Gila
Classifica a punti Colorado Classic
Classifica scalatrici Colorado Classic
Classifica giovani Colorado Classic

## Piazzamenti

### Grandi giri
- Giro d'Italia

2023: 32ª
- Tour de France

2024: ritirata (8ª tappa)
- Vuelta a España

2023: ritirata (6ª tappa)

### Classiche monumento
- Giro delle Fiandre

2024: 43ª

### Competizioni mondiali
- Campionati del mondo su pista

Londra 2016 - Inseguimento a squadre: vincitrice
Hong Kong 2017 - Inseguimento a squadre: vincitrice
Hong Kong 2017 - Inseguimento individuale: vincitrice
Apeldoorn 2018 - Inseguimento a squadre: vincitrice
Apeldoorn 2018 - Inseguimento individuale: vincitrice
Berlino 2020 - Inseguimento a squadre: vincitrice
Berlino 2020 - Inseguimento individuale: vincitrice
Glasgow 2023 - Inseguimento a squadre: 6ª
Glasgow 2023 - Inseguimento individuale: vincitrice
Ballerup 2024 - Inseguimento individuale: 2ª
- Campionati del mondo su strada

Richmond 2015 - Cronometro Junior: vincitrice
Richmond 2015 - In linea Junior: vincitrice
Doha 2016 - Cronosquadre: 5ª
Bergen 2017 - Cronometro Elite: 4ª
Yorkshire 2019 - Cronometro Elite: vincitrice
Yorkshire 2019 - In linea Elite: 4ª
Imola 2020 - Cronometro Elite: ritirata
Glasgow 2023 - Cronometro Elite: vincitrice
Glasgow 2023 - In linea Elite: non partita
Zurigo 2024 - Cronometro Elite: 3ª
Zurigo 2024 - In linea Elite: 2ª
- Giochi olimpici

Rio de Janeiro 2016 - Inseguimento a squadre: 2ª
Tokyo 2020 - In linea: 31ª
Tokyo 2020 - Cronometro: 7ª
Tokyo 2020 - Inseguimento a squadre: 3ª
Parigi 2024 - Cronometro: 3ª
Parigi 2024 - In linea: 15ª
Parigi 2024 - Inseguimento a squadre: vincitrice

### Competizioni continentali
- Campionati panamericani su strada

Santo Domingo 2017 - Cronometro: vincitrice
Santo Domingo 2017 - In linea: 42ª
- Giochi panamericani

Lima 2019 - Inseguimento a squadre: vincitrice
Lima 2019 - Cronometro: vincitrice